# Ajuga iva
Ajuga iva – вид рослин родини глухокропивові (Lamiaceae).

## Опис
Трава від 4 до 20 см, багаторічна, волохата, деревна при основі, багатостовбурова. Листя 10-45 х 1.5-8 мм, лінійно-довгасті, тупі, цілокраї або з декількома зубами. Суцвіття з 2-4 квітками. Віночок (13-) 15-24 мм, рожево-фіолетовий або жовтий, часто з відтінком фіолетового. Горішки з 2,5-3,1 мм, голі, чорнуваті. Квітне з березня по серпень.

## Поширення
Північна Африка: Алжир; Єгипет; Лівія; Туніс. Західна Азія: Кіпр; Єгипет — Синай; Ізраїль; Йорданія; Туреччина [пд.]. Південна Європа: Колишня Югославія; Греція [вкл. Крит]; Італія [вкл. Сардинія, Сицилія]; Франція [вкл. Корсика]; Португалія [вкл. Мадейра]; Гібралтар; Іспанія [вкл. Балеарські острови, Канарські]. Натуралізований у деяких інших країнах. Населяє сухі луки, переважно на глині, вапняку, мергелю або прибережних пісках; 0-1300 м.

## Галерея

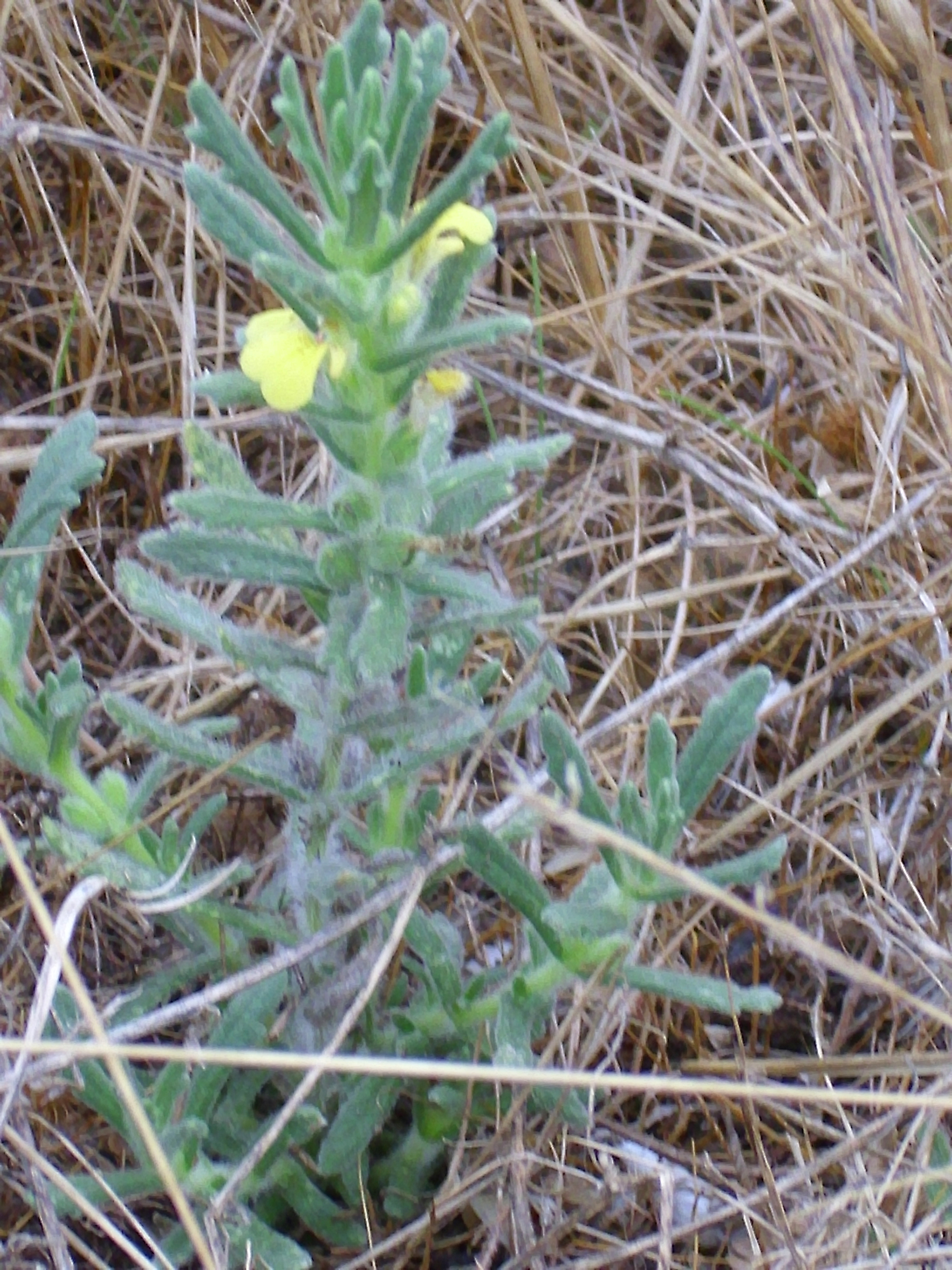
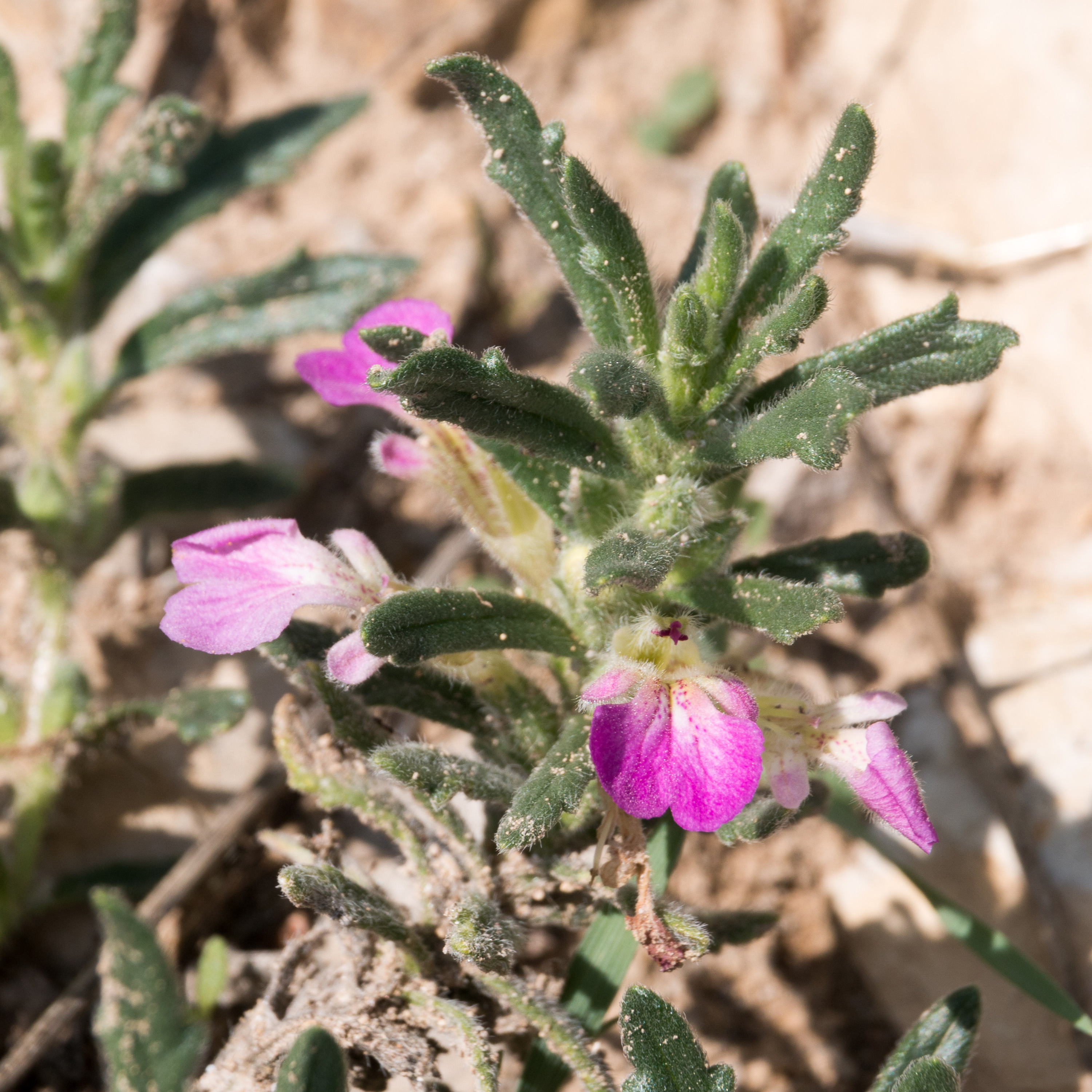